# Torres Le Parc Puerto Madero
Ne doit pas être confondu avec Torre Le Parc.

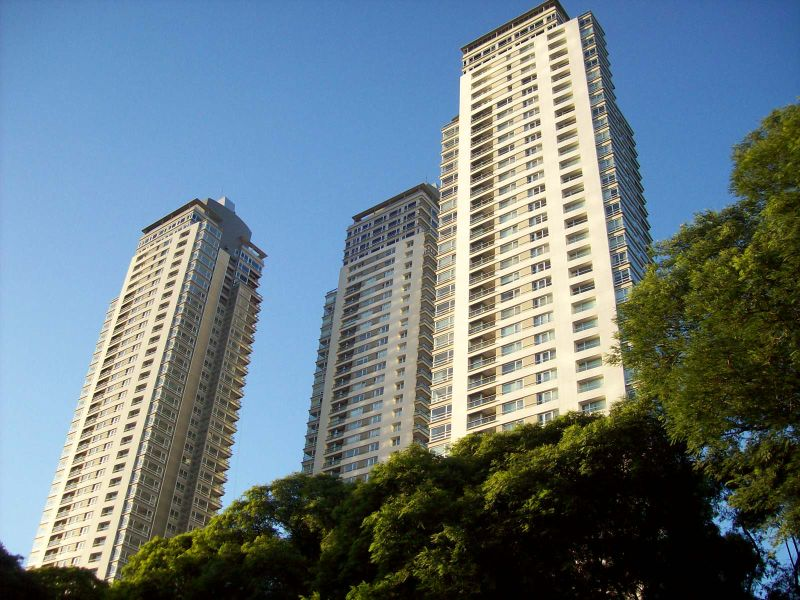
Le Parc Puerto Madero

Le complexe de tours dénommé Torres Le Parc Puerto Madero est formé de trois édifices résidentiels d'appartements (la Torre del Río, la Torre del Parque et la Torre del Boulevard). Elles sont situées dans le quartier de Puerto Madero, à Buenos Aires, capitale de l'Argentine. À ne pas confondre avec la Torre Le Parc, située elle dans le 
quartier de Palermo, également à Buenos Aires.
En 2006, les deux premières tours, chacune d'une hauteur de 135 mètres, étaient terminées (Torre del Río et Torre del Parque). L'achèvement de la troisième (Torre del Boulevard), de même hauteur, devrait se réaliser en 2007.